# Ейбар (футбольний клуб)
«Ейбар» (ісп. Eibar) — професійний іспанський футбольний клуб з міста Ейбар. Виступає у Прімері. Домашні матчі проводить на стадіоні «Іпуруа», який вміщує 6 300 глядачів.
Переважну більшість своєї історії команда виступала у Сегунді та Терсері, допоки у 2013 році не отримала право на підвищення у класі. В Кубку Іспанії вище 1/16 команда не проходила.
Ейбар — єдина команда, яка має сертифікат ISO 9000

## Історія
Футбольний клуб «Ейбар» було засновано 30 листопада 1940 року шляхом об'єднання двох команд: «Депортіво Ґалло» та «Уніон Депортіва Ейбарреса». Спочатку новостворена команда грала матчі нерегулярно, доки в сезоні 1943-44 її не було реорганізовано у повноцінний постійно діючий клуб. 
В 1950 році «Ейбар» почав виступати у Терсері, а трьома роками пізніше пробився до Сегунди. Через 5 років клуб повернувся до Терсери, де провів 25 років з 28-ми (в 1977 році Терсера стала четвертим дивізіоном після створення Сегунди Б). Лише в 1988 році команда знову змогла потрапити в другий дивізіон.
Знову в третій дивізіон команда вилетіла в кампанії 2005-06. Проте вже в наступному сезоні «Ейбар», перемігши в плей-офф «Райо Вальєкано» із загальним рахунком 2-1, підвищився у класі. Сезон 2008-09 став невдалим — 21-е підсумкове місце і повернення в Сегунду Б. Наступні три сезони «зброярі» щораз потрапляли у плей-офф, проте ніразу не змогли пробитися до другого дивізіону. В сезоні 2012-13 команда в Кубку Іспанії пройшла «Атлетік» за правилом виїзного голу, зігравши вдома 0-0 та 1-1 не виїзді. В тому ж сезоні клуб повернувся до Сегунди після 4-річної відсутності.
В сезоні 2013-14 «Ейбар» вперше в історії оформив путівку до Прімери, ставши переможцем Сегунди.

## Статистика
- 3 сезони у Ла-Лізі
- 26 сезонів у Сегунді
- 7 сезонів у Сегунді Б
- 28 сезонів у Терсері
- 4 сезони у регіональних чемпіонатах

## Титули та досягнення
- Сегунда Дивізіон
  -  (1): 2013/14
- Сегунда Дивізіон Б
  -  (3): 1987/88, 2006/07, 2010/11
- Терсера Дивізіон
  -  (7): 1950/51, 1952/53, 1961/62, 1962/63, 1966/67, 1981/82, 1985/86

## Склад команди
Станом на 30 січня 2021

| №  | Поз. | Нац.       | Гравець                                    |
| -- | ---- | ---------- | ------------------------------------------ |
| 1  | ВР   | Сербія     | Марко Дмитрович                            |
| 2  | ЗХ   | Аргентина  | Естебан Бургос                             |
| 3  | ЗХ   | Іспанія    | Педро Бігас                                |
| 4  | ЗХ   | Португалія | Паулу Олівейра                             |
| 6  | ПЗ   | Іспанія    | Серхіо Альварес                            |
| 7  | НП   | Іспанія    | Кіке                                       |
| 8  | ПЗ   | Сенегал    | Пап Діоп                                   |
| 9  | НП   | Іспанія    | Серхі Енріч (капітан)                      |
| 10 | ПЗ   | Іспанія    | Еду Еспосіто                               |
| 11 | ЗХ   | Португалія | Рафа Соаріш (в оренді з Гімарайнш)         |
| 12 | НП   | Японія     | Муто Йосінорі (в оренді з Ньюкасл Юнайтед) |
| 13 | ВР   | Іспанія    | Йоель                                      |

| №  | Поз. | Нац.       | Гравець                                    |
| -- | ---- | ---------- | ------------------------------------------ |
| 14 | ПЗ   | Японія     | Інуї Такасі                                |
| 15 | ЗХ   | Іспанія    | Хосе Анхель                                |
| 17 | ПЗ   | Іспанія    | Кіке                                       |
| 18 | ПЗ   | Іспанія    | Ресіо (в оренді з Леганеса)                |
| 19 | ПЗ   | Іспанія    | Алеш Гарсія                                |
| 20 | ЗХ   | Іспанія    | Робер                                      |
| 21 | ПЗ   | Іспанія    | Педро Леон                                 |
| 22 | ЗХ   | Іспанія    | Алехандро Посо                             |
| 23 | ЗХ   | Іспанія    | Анаїц Арбілья                              |
| 24 | ПЗ   | Португалія | Кевін Родрігес (в оренді з Реал Сосьєдаду) |
| 25 | НП   | Іспанія    | Браян Хіль (в оренді з Севільї)            |

## Стадіон
Домашні ігри команда проводить на «Естадіо Муніципаль де Іпуруа», який вміщує до 7,152 глядачів,

## Відомі гравці
- Дерек Боатенг
- Ігор Ледяхов
- Деян Лекич
- Гаїска Гарітано
- Хабі Алонсо
- Давід Сільва
- Мікель Арруабаррена